# 李台英 (籃球教練)
李台英（1973年1月24日—）是臺灣籃球教練、前運動員，現擔任陽明高中籃球隊教練。

## 生平
李台英就讀實踐國中一年級時參加了籃球營，之後轉學到民族國中，國二結束後改到華航女籃體系的南新國中，高中進入「小華航」中興高中，高一球隊奪下第一屆HBL高中籃球聯賽冠軍，李台英從臺北市立體育專科學校畢業後插班進入輔仁大學，24歲到陽明高中籃球隊擔任教練，三年後順利考取到教程變成正式老師。
1996年9月在華航女籃解散後李台英轉戰亞東女籃，2001年社會甲組籃球聯賽復出效力台電女籃。

## 外部連結
- 李台英在fiba.basketball（英语）
- 李台英在Eurobasket.com（教練）（英语）